# DC Motema Pembe
Daring Club Motema Pembe – klub piłkarski z Demokratycznej Republiki Konga, grający obecnie w pierwszej lidze, mający siedzibę w mieście Kinszasa, stolicy kraju. Domowe mecze rozgrywa na Stade des Martyrs, mogącym pomieścić 80 tysięcy widzów.

## Historia
Klub został założony w 1936 roku. W przeszłości klub nosił nazwę CS Imana. W swojej historii klub dwunastokrotnie wywalczył mistrzostwo kraju i tyle samo razy zdobył krajowy puchar. W 1980 roku dotarł do finału Pucharu Zdobywców Pucharów, i wygrał w nim po dwumeczu kenijskim Kenya Breweries (2:2, 3:0).

## Sukcesy
- Puchar Zdobywców Pucharów: 1
  - zwycięzca: 1994
- Linafoot: 12
  - mistrzostwo : 1963, 1964, 1974, 1978, 1989, 1994, 1996, 1998, 1999, 2004, 2005, 2008
- Coupe du Congo: 13
  - 1964, 1974, 1978, 1984, 1985, 1990, 1991, 1993, 1994, 2003, 2006, 2009, 2010
- Super Coupe du Congo: 2
  - 2003, 2005
- Léopoldville Championship: 3
  - 1943, 1948, 1949
- Coupe de la LINAFOOT: 4
  - 1998, 1999, 2004, 2005
- Coupe de la Fécofa: 1
  - 2002
- Kinshasa Provincial League (EPFKIN): 5
  - 1994, 2000, 2003, 2006, 2007
- Super Coupe de Kinshasa: 3
  - 2001, 2004, 2008

## Występy w afrykańskich pucharach
- Liga Mistrzów: 7 występów

1997 - 1. runda
1999 - zrezygnował po 2. rundzie
2000 - 2. runda
2005 - 1. runda
2006 - 1. runda
2008 - runda wstępna
2009 - runda wstępna
- Puchar Mistrzów: 3 występy

1976: 1. runda
1979: półfinał
1990: 1. runda
- Puchar Konfederacji: 2 występy

2004 - 1. runda
2007 - 1. runda
2010 - 1/8 finału
2011 - ćwierćfinał
- Puchar Zdobywców Pucharów: 6 występów

1985 - 1. runda
1991 - ćwierćfinał
1992 - półfinał
1993 - ćwierćfinał
1994 - zwycięstwo
1995 - ćwierćfinał
- Puchar CAF: 2 występy

1998 - półfinał
2003 - 2. runda